# Куцовус
Куцовус (лат. Spondylis Fabricius, 1775) — рід жуків з родини Скрипунових. 

## Етимологія назви
Наукова латинізована назва роду походить від давньогрецького «σπονδύλη», що означає «пискливий коренеїд». Українська назва «куцовус» походить від виразу «куці вуса», що вказує на дуже вкорочені (як для скрипунових) вуса.

## Поширення
Рід Куцовус розповсюджений палеарктиці, охоплюючи Європу, Північну Азію, Далекий Схід.
В Україні рід представлений єдиним видом — Куцовус горбатий (Spondylis buprestoides Linnaeus, 1758), — основний ареал якого охоплює Полісся, однак також спорадично трапляється у плантаціях сосни по усій території країни, включаючи Карпати.

## Розмаїття
До роду залічують один сучасний і один викопний види:
- Куцовус горбатий — Spondylis buprestoides Linnaeus, 1758
- † Spondylis tertiarius Germar, 1849